# Valonsko
Valonsko (francouzsky Wallonie, německy Wallonien, valonsky Walonreye, nizozemsky Wallonië) neboli Valonský region (francouzsky Région Wallonne, nizozemsky Waals Gewest) je jeden ze tří regionů Belgického království. Žije zde přibližně 3,65 milionu obyvatel, tj. 32 % obyvatel státu. Obyvatelstvo je převážně frankofonní, úřední jazyky jsou francouzština a němčina.

## Geografie
Valonský region se rozkládá na jihu Belgie na ploše 16 844 km², což je přibližně 55 % rozlohy státu.
Sousedí na severu s Vlámskem a Nizozemskem, na východě s Německem (spolkové země Severní Porýní-Vestfálsko a Porýní-Falc) a Lucemburskem a na jihu s Francií (regiony Grand Est a Hauts-de-France).
Valonská krajina je kopcovitá a lesnatá. Týká se to zejména území na jih od řeky Mázy a jejího přítoku Sambre, které tvoří oblasti Condroz, Fagne, Famenne, Pays de Herve, Ardeny a Belgické Lotrinsko.
Ardeny zaujímají velkou část provincií Lucembursko, Lutych a Namur a v menší míře zasahují též do provincie Henegavsko. V pohoří se nachází Signal de Botrange – nejvyšší vrchol Valonska i celé Belgie s nadmořskou výškou 694 m.

## Jazyky

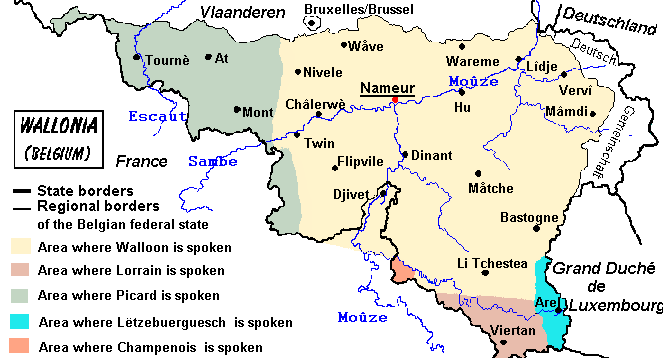
Lingvistická mapa Valonska

Úředním jazykem ve většině obcí je francouzština. Němčina je úředním jazykem v 9 obcích na východě regionu, které patřily do roku 1918 Německu a nyní tvoří Německojazyčné společenství Belgie.
V některých obcích mají obyvatelé právo komunikovat s úřady v jiném než úředním jazyce – nizozemsky nebo německy (popř. obojí) v několika frankofonních obcích a francouzsky ve všech obcích Německé komunity.
V červnu 2006 uveřejnila Université catholique de Louvain z Louvain-la-Neuve anketu, ve které pouhých 19 % respondentů z Valonska uvedlo, že mluví nizozemsky. Naproti tomu 59 % dotázaných ve Vlámsku prohlásilo, že mluví francouzsky.
Varianta francouzštiny, kterou se mluví ve Valonsku, bývá označována jako belgická francouzština a liší se od standardní francouzštiny různou měrou v závislosti na mluvčím. Jazyk používaný v úředním styku a v médiích je podobný v obou zemích. Jedním z rozdílů mezi oběma variantami, který stojí za zmínku, je užití slov septante (sedmdesát) a nonante (devadesát) v Belgii namísto výrazů soixante-dix a quatre-vingt-dix užívaných ve Francii.
Roku 1990 byly jako regionální jazyky oficiálně uznány šampaňština, lotrinština, pikardština a valonština. Až do začátku 20. století mluvil valonský lid převážně valonským a pikardským dialektem, zatímco francouzština byla jazykem vyšších tříd. Vzhledem k zavedení školního vyučování ve francouzštině je však používání těchto nářečí na ústupu. V současné době[kdy?] se objevují snahy (byť ve velmi omezené míře) o oživení valonských dialektů – některé školy nabízejí jazykové kursy valonštiny a existují i rozhlasové programy ve valonštině.

## Politické uspořádání
Od 23. dubna 1993 je Belgie federativní stát, rozdělený územně na tři regiony – Valonský region, Vlámský region a Region Brusel-hlavní město. Po jazykové stránce je navíc Belgie rozdělena na tři komunity. Valonský region má vlastní vládu a parlament. Obě instituce sídlí v Namuru. Parlament se skládá ze 75 poslanců, volených přímo všeobecným hlasovacím právem na pět let.
Belgie je rozdělena na 10 provincií, z nichž 5 se nachází ve Valonsku:
1. Valonský Brabant
2. Henegavsko
3. Lutych
4. Lucemburk
5. Namur

Valonsko se dále dělí na 20 okresů (francouzsky arrondissements) a 262 obcí. Hlavní město je Namur.
Další důležitá města (s více než 50 000 obyvateli) jsou Charleroi, Lutych, Mons, La Louvière, Mouscron, Seraing, Tournai a Verviers.

## Ekonomika
Valonské hospodářství zaznamenalo bouřlivý rozvoj v 19. století, zejména v oblasti Charleroi a Lutychu. Belgie byla první zemí pevninské Evropy, ve které proběhla průmyslová revoluce.[zdroj?] Valonsko mělo bohaté zásoby černého uhlí a jeho prosperita byla založena na odvětvích těžkého průmyslu (zejména hutnictví oceli a sklářství).
V první polovině 20. stol. začalo docházet k poklesu výnosnosti těžkého průmyslu. Od roku 1958 byly postupně zavírány doly a později se dostavila krize ocelářství. Kvůli tomu bylo třeba provést restrukturalizaci průmyslu. V 21. století Valonsko ekonomicky zaostává za Vlámskem. Podle údajů z roku 2021 činí HDP na hlavu 38 182 eur pro Vlámsko a 27 246 eur pro Valonsko.